# Willem van Mieris

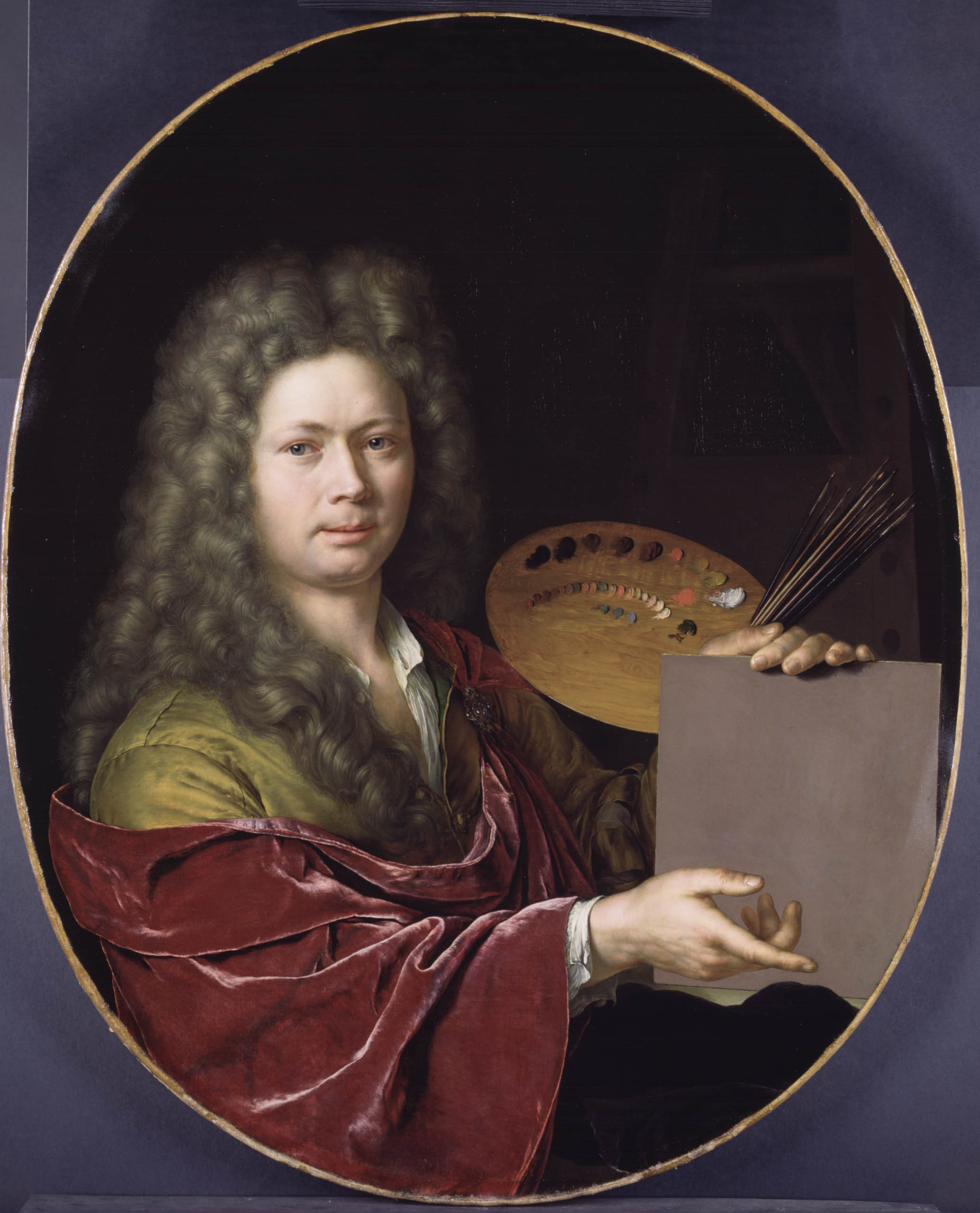
Selbstporträt 1705

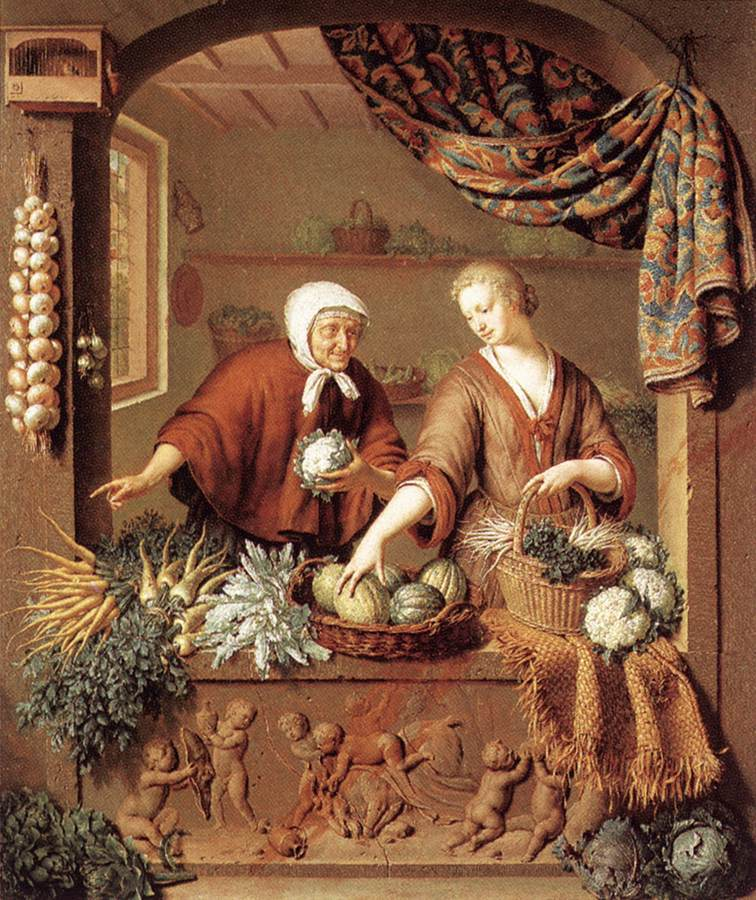
Der Gemüsehändler von Willem van Mieris (1731) Öl auf Holz, 40×34 cm. Wallace Collection, London.

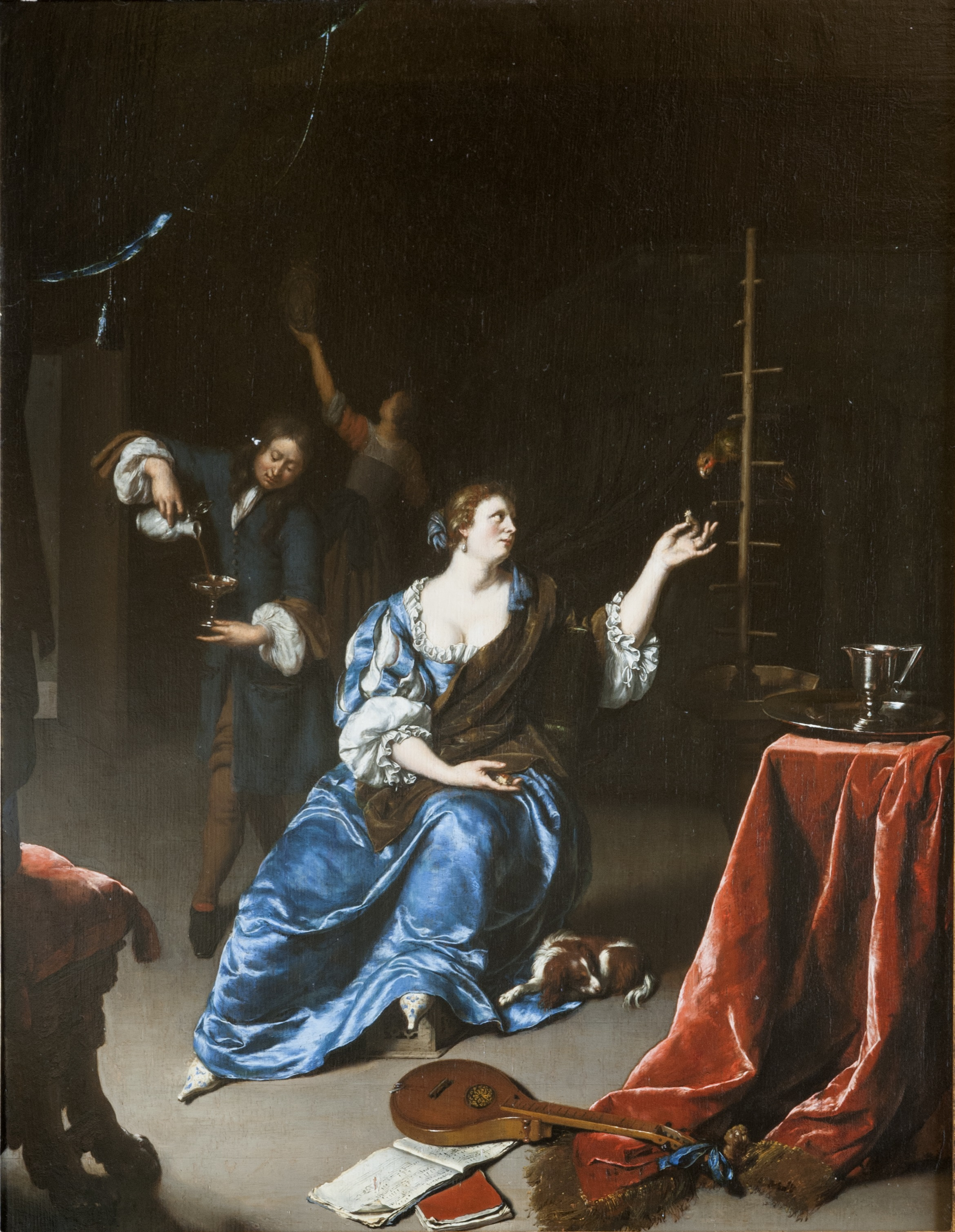
Dame mit Papagei

Willem van Mieris (* 3. Juni 1662 in Leiden; † 26. Januar 1747 in Leiden) war ein niederländischer Genre-, Historien- und Porträtmaler, der in der Tradition der von Gerard Dou begründeten Leidener Feinmalerei-Schule arbeitete.

## Leben
Mieris war der zweite Sohn des Dou-Schülers Frans van Mieris der Ältere und dessen Frau Cunera (geborene van der Cock). Jan van Mieris war sein älterer Bruder. Frans van Mieris der Jüngere war sein Sohn aus seiner Ehe mit Agneta Chapman († 1748).
Nach der Lehrzeit im Atelier seines Vaters wurde van Mieris 1683 Mitglied der Leidener St.Lukas-Gilde. Als Gilden-Hauptmann fungierte er in den Jahren 1697, 1698, 1704 und 1708. Im Jahr 1699 war er der Gilden-Vorsitzende. Zusammen mit Jacob van Toorenvliet und Carel de Moor gründete er um 1694 eine Zeichenakademie (die Leidse Tekenacademie) in Leiden, die bis 1736 Bestand hatte. Es wird angenommen, dass Willem van Mieris etwa ab dieser Zeit zunehmend erblindete.

## Werke (Auswahl)

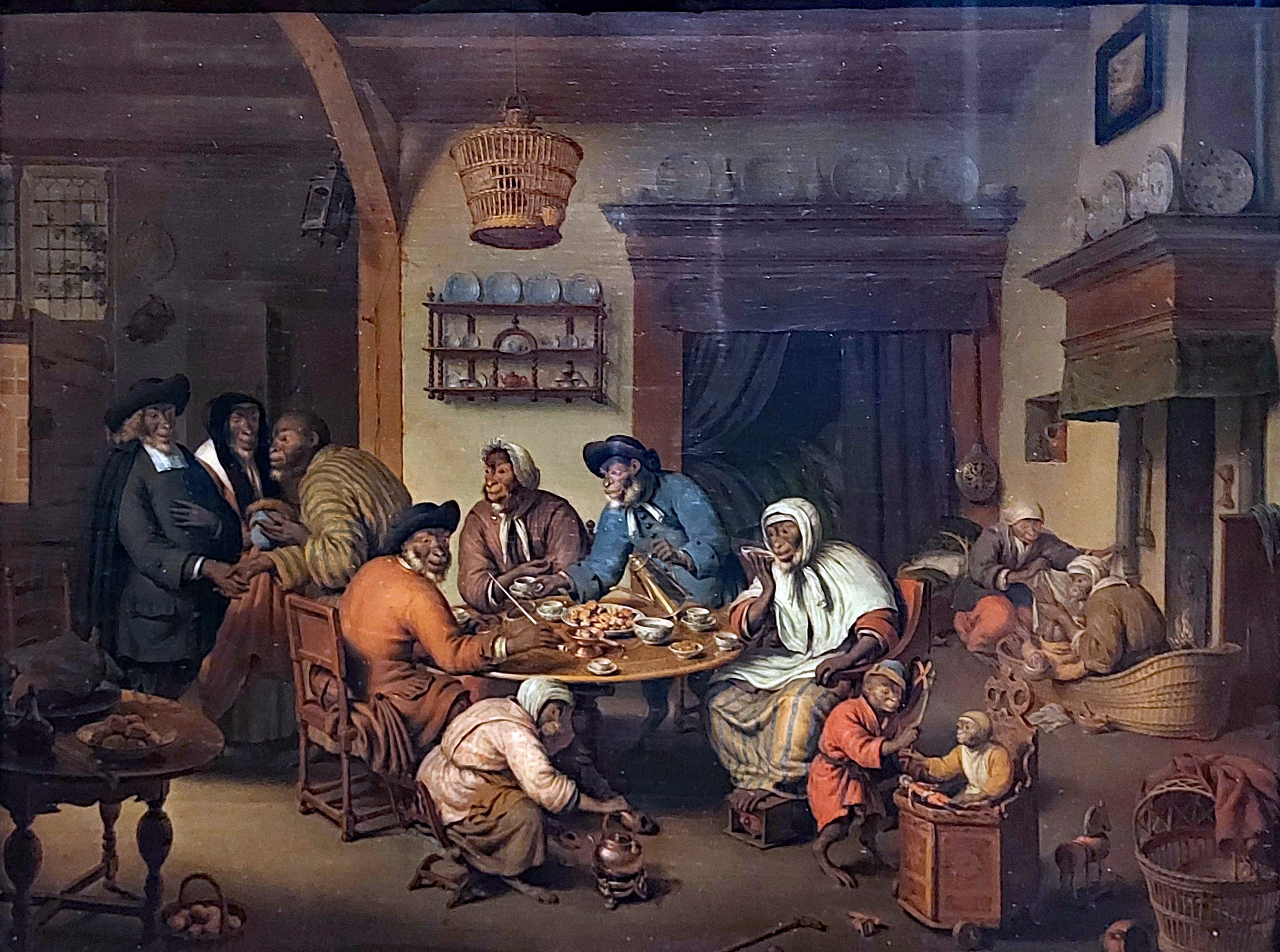
Das Affen-Café Gemäldegalerie Alte Meister

- Die wiedergefundene Tochter (nach Jacob Cats: Het Spaens heydinnetje), 1684 (Museum der bildenden Künste Leipzig)
- Odysseus und Circe, 1685 (Museum De Lakenhal, Leiden)
- Dame mit Papagei, 1685 (Schloss Caputh)
- Der Tod von Cleopatra, 1694
- Porträt einer Witwe
- Daniel von Meinertshagen und seine Gemahlin Amalie van Stockum als Rinaldo und Armida, 1715, (Jagdschloss Grunewald, Berlin)